# À tort ou à raison
À tort ou à raison est une série télévisée belge en quatorze épisodes de 52 minutes réalisée par Pierre Joassin et Alain Brunard, scénarisée par Sophie Kovess-Brun et Erwan Augoyard d'après une idée originale de Rosanne Van Haesebrouck, créée par Marc Uyttendaele, produite par To do Today et diffusée entre le 8 septembre 2009 et le 17 décembre 2013 sur La Une, ainsi qu'en France sur France 3.
En 2013, la série a été en compétition officielle au Festival de la Rochelle.

## Synopsis
Cette série repose sur un quatuor policier et judiciaire (une avocate, un policier, un chroniqueur judiciaire, une juge d'instruction).

## Distribution
- Bernard Yerlès : Yvan Maransart, commissaire de police
- Alexandra Vandernoot : Florence Scola, avocate
- Marianne Basler : Joëlle Lens, juge d'instruction
- Olivier Minne : Mathieu Linder, chroniqueur judiciaire
- Benjamin Ramon : Nicolas
- Pascaline Crêvecoeur : Joëlle Lens jeune
- Quentin Baillet : Mathieu Linder jeune
- Raphaëlle Bruneau : Fabienne Linder
- Clément Manuel : Luc
- Pierre Lekeux : Fonctionnaire Office des Etrangers
- Thomas Coumans : Sébastien
- Yves Claessens : Gérard
- Éric Godon : Procureur Orban
- Jean-Michel Vovk : Michel Billen
- Michel de Warzée : Marcel Grimaud
- Nawal Nafil : Kenza
- Philippe van Kessel : Ministre de l'Intérieur
- Thibault Verhaeghe : Thibault
- Laetitia Chambon
- Gaëtan Wenders
- Jonathan Robert
- Laurent D'Elia
- Thomas Stuyck
- Kristos Kokkinis : Faruk Erdogan
- Alain Leempoel : Éric
- Thomas Mustin : Daniel
- Julien Frison

## Épisodes

### Première saison (2009-2012)

#### Épisode 1:L'Affaire Leila(1)
- La Une : 6 septembre 2009
- France 3 : 24 octobre 2009

#### Épisode 2:L'Affaire Leila(2)
- La Une : 8 septembre 2009
- France 3 : 24 octobre 2009

#### Épisode 3:L'Affaire Sainte-Maxime(1)
- La Une : 9 janvier 2012
- France 3 : 3 mars 2012

#### Épisode 4:L'Affaire Sainte-Maxime(2)
- La Une : 16 janvier 2012
- France 3 : 3 mars 2012

#### Épisode 5:L'Affaire Gianni(1)
- La Une : 23 janvier 2012
- France 3 : 3 mars 2012

#### Épisode 6:L'Affaire Gianni(2)
- La Une : 30 janvier 2012
- France 3 : 10 mars 2012

#### Épisode 7:L'Affaire Maransart(1)
- La Une : 6 février 2012
- France 3 : 10 mars 2012

Florence, Joëlle et Mathieu mettent tout en œuvre afin d’innocenter Yvan, accusé d’avoir tué de sang froid Tarkan, le frère d’Helin, une jeune femme qu’il a aidée et dont il est amoureux. 

#### Épisode 8:L'Affaire Maransart(2)
- La Une : 13 février 2012
- France 3 : 10 mars 2012

### Deuxième saison (2013)
Le tournage de la deuxième saison s'est terminée à la fin janvier 2013. La diffusion débute en Belgique le 5 novembre 2013.

#### Épisode 1:L'Affaire Hippocrate(1)
- La Une : 5 novembre 2013
- France 3 : 27 février 2016

#### Épisode 2:L'Affaire Hippocrate(2)
- La Une : 12 novembre 2013
- France 3 : 27 février 2016

#### Épisode 3:L'Affaire Rahbani(1)
- La Une : 26 novembre 2013
- France 3 : 5 mars 2016

#### Épisode 4:L'Affaire Rahbani(2)
- La Une : 3 décembre 2013
- France 3 : 5 mars 2016

#### Épisode 5:L'Affaire Van Eyck(1)
- La Une : 10 décembre 2013
- France 3 : 12 mars 2016

#### Épisode 6:L'Affaire Van Eyck(2)
- La Une : 17 décembre 2013
- France 3 : 12 mars 2016

## Réception
La diffusion de la saison 1 en Belgique a été un franc succès tandis que la diffusion en France s'est heurtée au phénomène de The Voice, le carton de TF1 qui a fait des records d'audiences durant plusieurs semaines. La saison 2 a été diffusée au printemps 2016 sur France 3. Elle a été diffusée sur Één (VRT) à partir du 22 novembre 2014.

## Commentaires
- Les 14 épisodes des deux saisons ont été écrits par Sophie Kovess-Brun et Erwan Augoyard.
- La série a été sélectionnée au Festival de Luchon 2012 dans la catégorie Coup de Cœur.
- La série a été sélectionnée dans la catégorie Meilleure fiction TV au Europa Prix 2014.